# Pyrgonota bulbosa
Pyrgonota bulbosa är en insektsart som beskrevs av Buckton. Pyrgonota bulbosa ingår i släktet Pyrgonota och familjen hornstritar. Inga underarter finns listade i Catalogue of Life.